# Slevik
Slevik est une ville de la municipalité de Fredrikstad , dans le comté d'Østfold, en Norvège.

## Description
Slevik est situé à environ 10 kilomètres au sud-ouest de Fredrikstad. Le village est situé au fond de Slevikkilen, une baie d'environ un kilomètre de long de l'Oslofjord, juste au sud-est de l'île de Hankø.
On y trouve la batterie Slevik qui tomba pendant la guerre suédo-norvégienne (1814) et fut rapidement fermée.